# 陶弼
陶弼（1015年—1078年），字商翁，永州祁陽（今屬湖南）人。
陶岳之子，生於宋真宗天禧元年（1015年），少喜兵法，持論縱橫，有“左詩書，右孫吳”之譽。仁宗慶曆中（1045年前後）從杨畋軍討湖南猺，以軍功補衡州司戶參軍，調桂州陽朔縣主簿，遷爲陽朔令，又攝興安令。後歷知賓、容、欽、邕（今廣西南寧市南郁江南岸）、鼎、辰、順諸州，兩知邕州，頗多善政，晚守欽順二州。神宗元豐元年（1078年）改东止阁门使，未就，卒。有“邕州小集”。事蹟見《豫章先生文集》卷二二《陶君墓誌銘》。